# Ascorhynchus utinomii
Ascorhynchus utinomii is een zeespin uit de familie Ascorhynchidae. De soort behoort tot het geslacht Ascorhynchus. Ascorhynchus utinomii werd in 1982 voor het eerst wetenschappelijk beschreven door Nakamura & Child. 